# Q-Board上場企業一覧
Q-Board上場企業一覧（キューボードじょうじょうきぎょういちらん）は、福岡証券取引所Q-Boardに上場している企業の一覧である。2024年10月30日時点での企業数は20社。

## 一覧
| コード | 銘柄名                         | 33業種区分   | 都道府県 | 設立 (創業) | 上場       | 公式ウェブサイト | 福証 |
| ------ | ------------------------------ | ------------ | -------- | ----------- | ---------- | ---------------- | ---- |
| 1401   | エムビーエス                   | 建設業       | 山口県   | 1993年01月  | 2005年04月 | 公式ウェブサイト | 福証 |
| 1431   | Lib Work                       | 建設業       | 熊本県   | 1997年08月  | 2015年08月 | 公式ウェブサイト | 福証 |
| 3047   | TRUCK-ONE                      | 卸売業       | 山口県   | 1990年01月  | 2006年08月 | 公式ウェブサイト | 福証 |
| 3261   | グランディーズ                 | 不動産業     | 大分県   | 2006年11月  | 2012年12月 | 公式ウェブサイト | 福証 |
| 3297   | 東武住販                       | 不動産業     | 山口県   | 1989年08月  | 2014年05月 | 公式ウェブサイト | 福証 |
| 3359   | cotta                          | 卸売業       | 大分県   | 1998年12月  | 2005年02月 | 公式ウェブサイト | 福証 |
| 3824   | メディアファイブ               | 情報・通信業 | 福岡県   | 1996年06月  | 2006年10月 | 公式ウェブサイト | 福証 |
| 4018   | Geolocation Technology         | 情報・通信業 | 静岡県   | 2000年02月  | 2021年09月 | 公式ウェブサイト | 福証 |
| 4250   | フロンティア                   | 化学         | 福岡県   | 2003年12月  | 2018年07月 | 公式ウェブサイト | 福証 |
| 4447   | ピー・ビーシステムズ           | 情報・通信業 | 福岡県   | 1997年02月  | 2019年09月 | 公式ウェブサイト | 福証 |
| 4827   | ビジネス・ワンホールディングス | 不動産業     | 福岡県   | 1987年08月  | 2003年02月 | 公式ウェブサイト | 福証 |
| 5256   | Fusic                          | 情報・通信業 | 福岡県   | 2003年10月  | 2023年03月 | 公式ウェブサイト | 福証 |
| 6195   | ホープ                         | サービス業   | 福岡県   | 1993年10月  | 2016年06月 | 公式ウェブサイト | 福証 |
| 6537   | WASHハウス                     | サービス業   | 宮崎県   | 2001年11月  | 2016年11月 | 公式ウェブサイト | 福証 |
| 7047   | ポート                         | サービス業   | 東京都   | 2011年04月  | 2018年12月 | 公式ウェブサイト | 福証 |
| 7813   | プラッツ                       | その他製品   | 福岡県   | 1995年06月  | 2015年03月 | 公式ウェブサイト | 福証 |
| 9242   | メディア総研                   | サービス業   | 福岡県   | 1993年03月  | 2021年09月 | 公式ウェブサイト | 福証 |
| 9388   | パパネッツ                     | サービス業   | 埼玉県   | 1995年12月  | 2017年10月 | 公式ウェブサイト | 福証 |
| 231A   | Cross Eホールディングス        | 建設業       | 長崎県   | 2022年08月  | 2024年08月 | 公式ウェブサイト | 福証 |
| 242A   | リプライオリティ               | サービス業   | 福岡県   | 1998年09月  | 2024年09月 | 公式ウェブサイト | 福証 |
| 280A   | TMH                            | 卸売業       | 大分県   | 2012年03月  | 2024年12月 | 公式ウェブサイト | 福証 |